# Vầu ngọt
Vầu ngọt hay vầu ngọt lá nhỏ, tên khoa học Indosasa parvifolia, là một loài thực vật có hoa trong họ Hòa thảo. Loài này được C.S.Chao & Q.H.Dai mô tả khoa học đầu tiên năm 1983.